# Gurdwara

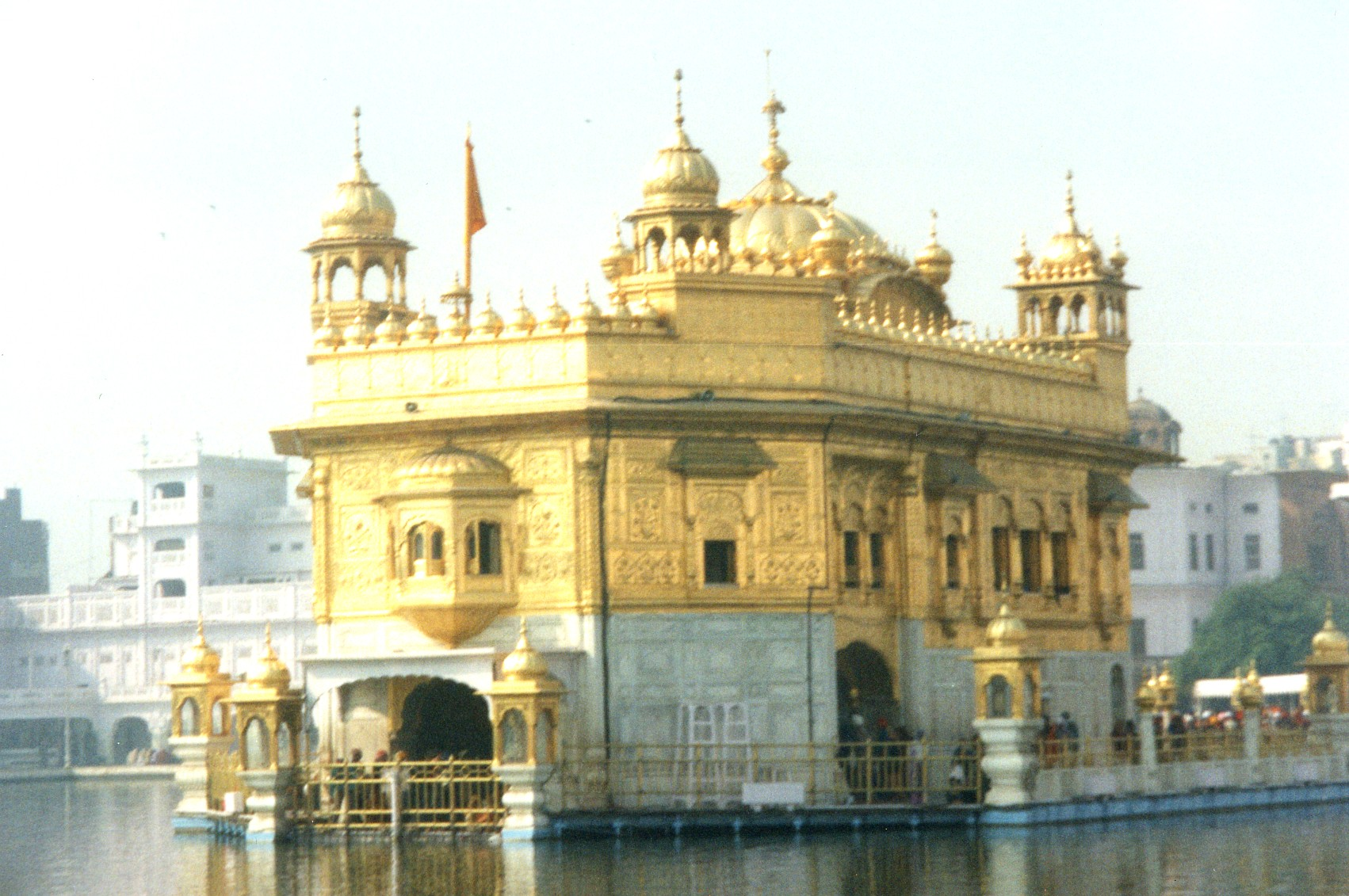
Il Tempio d'Oro

Il gurdwara (punjabi: ਗੁਰਦੁਆਰਾ, gurdu'ārā, ਗੁਰਦਵਾਰਾ, gurdvārā ; letteralmente "la porta del Guru") è il luogo di culto del Sikhismo, tempio e luogo di riunione allo stesso tempo.
Esistono migliaia di gurdwara nel mondo, i più emblematici dei quali sono situati in India. Tra questi il più famoso è il Tempio d'Oro a Amritsar, nel Punjab.

## Descrizione
Un gurdwara è caratterizzato da una sala principale chiamata darbar ed una cucina della comunità chiamata langar, più altre strutture di minore importanza. Inoltre è caratterizzato dalla presenza del libro sacro Guru Granth Sahib, Il perseguimento del Sikh Rehat Maryada (il codice Sikh di condotta), e la fornitura di servizi quotidiani quali:
- Shabad kirtan: cantare inni dal Granth Sahib.
- Paath: fare discorsi religiosi e dare lettura del Gurbani dal Guru Granth Sahib
- Sangat and pangat: fornire una cucina di comunità gratuita (langar) per tutti i visitatori senza considerare la loro cultura, religione, provenienza, casta o classe sociale.

All'interno vengono anche celebrati i matrimoni Sikh Anand Karaj, alcuni riti del cerimoniale funerario (Antam Sanskar) e la maggior parte delle feste Sikh.